# Bernd Wegner (Historiker)
Bernd Wegner (* 1. Oktober 1949 in Oberhausen-Sterkrade) ist ein deutscher Historiker und emeritierter Professor für Neuere Geschichte unter besonderer Berücksichtigung der Geschichte Westeuropas an der Helmut-Schmidt-Universität – Universität der Bundeswehr Hamburg. Mit der 2010 in neunter Auflage veröffentlichten Monografie Hitlers politische Soldaten – die Waffen-SS 1933–1945 verfasste er ein allgemein anerkanntes Standardwerk zur Geschichte der Waffen-SS.

## Werdegang
Nach Abitur und Wehrdienst bei der Bundeswehr studierte Wegner Geschichte, Philosophie und Politikwissenschaft an den Universitäten Tübingen, Wien und Hamburg. 1979/80 verbrachte er ein Akademisches Jahr als Stipendiat der Volkswagenstiftung in Oxford (Volkswagen Research Fellow am St Antony’s College). 1980 wurde er bei Klaus-Jürgen Müller am Historischen Seminar der Universität Hamburg zum Dr. phil. promoviert. Dann war Wegner über 15 Jahre am Militärgeschichtlichen Forschungsamt in Freiburg im Breisgau tätig, mit Lehraufträgen an der dortigen Universität, einer Gastdozentur an der Universität Greifswald (nach dem Mauerfall) und häufigen Vortragsreisen im In- und Ausland. 1995 erfolgte die Habilitation durch den Fachbereich Geschichtswissenschaft der Universität Hamburg. Ab 1997 war Wegner Inhaber einer Professur für „Neuere Geschichte unter Berücksichtigung Westeuropas“ an der Helmut-Schmidt-Universität – Universität der Bundeswehr Hamburg. Mit der Emeritierung folgte ihm im September 2018 Marcus M. Payk als neuer Lehrstuhlinhaber nach. Zu Wegners akademischen Schülern gehören u. a. Michael Jonas, Agilolf Keßelring, Thorsten Loch, Rudolf J. Schlaffer, Oliver von Wrochem und John Zimmermann.
Von 2000 bis 2005 war Wegner Vorsitzender des Deutschen Komitees für die Geschichte des Zweiten Weltkrieges. Er war Mitherausgeber der Reihe Krieg in der Geschichte und wirkte 2009 bei einer Folge der Reihe Planet Wissen mit.
Wegner ist seit 1975 verheiratet, hat drei erwachsene Kinder und lebt in Hamburg.

## Schriften (Auswahl)
Monografien
- Hitlers politische Soldaten. Die Waffen-SS 1933–1945: Leitbild, Struktur und Funktion einer nationalsozialistischen Elite. 9. Auflage. Schöningh, Paderborn 2010, ISBN 978-3-506-76313-6 (überarbeitete Dissertation, Universität Hamburg, 1980).
- (Mitautor) Das Deutsche Reich und der Zweite Weltkrieg. Hrsg. v. Militärgeschichtlichen Forschungsamt. Bd. 6: Die Ausweitung zum Weltkrieg und der Wechsel der Initiative 1941–1943. Deutsche Verlagsanstalt, Stuttgart 1990, ISBN 3-421-06233-1.
- (Mitautor) Das Deutsche Reich und der Zweite Weltkrieg. Bd. 8: Die Ostfront 1943/44. Der Krieg im Osten und an den Nebenfronten. Deutsche Verlagsanstalt, Stuttgart 2007, ISBN 978-3-421-06235-2.
- Das deutsche Paris. Der Blick der Besatzer 1940–1944. Schöningh, Paderborn 2019, ISBN 978-3-506-78055-3.

Als Herausgeber
- Zwei Wege nach Moskau. Vom Hitler-Stalin-Pakt bis zum „Unternehmen Barbarossa“. Piper, München 1991, ISBN 3-492-11346-X (englische Übersetzung 1997).
- mit Ernst Willi Hansen, Gerhard Schreiber: Politischer Wandel, organisierte Gewalt und nationale Sicherheit. Beiträge zur neueren Geschichte Deutschlands und Frankreichs. Festschrift für Klaus-Jürgen Müller (= Beiträge zur Militärgeschichte. Bd. 50). Oldenbourg, München 1995, ISBN 3-486-56063-8.
- Wie Kriege entstehen: Zum historischen Hintergrund von Staatenkonflikten (= Krieg in der Geschichte. Bd. 4). Schöningh, Paderborn 2000, ISBN 3-506-74473-9 (2. Auflage 2003).
- Wie Kriege enden: Wege zum Frieden von der Antike bis zur Gegenwart (= Krieg in der Geschichte. Bd. 14). Schöningh, Paderborn 2002, ISBN 3-506-74485-2.
- Manfred Messerschmidt: Militarismus, Vernichtungskrieg, Geschichtspolitik. Zur deutschen Militär- und Rechtsgeschichte. Im Auftrag des Militärgeschichtlichen Forschungsamtes hrsg. von Hans Ehlert, Arnim Lang und Bernd Wegner, Schöningh, Paderborn u. a. 2006, ISBN 978-3-506-75658-9.
- mit Oliver von Wrochem, Daniel Schümmer: Finnland und Deutschland. Studien zur Geschichte im 19. und 20. Jahrhundert (= Hamburger Beiträge zur Geschichte des östlichen Europa. Bd. 17). Kovač, Hamburg 2009, ISBN 978-3-8300-4145-0.
- mit Jan Erik Schulte, Peter Lieb: Die Waffen-SS. Neue Forschungen (= Krieg in der Geschichte. Bd. 74). Schöningh, Paderborn 2014, ISBN 978-3-506-77383-8.
- mit Michael Jonas, Ulrich Lappenküper: Stabilität durch Gleichgewicht? Balance of Power im internationalen System der Neuzeit (= Wissenschaftliche Reihe der Otto-von-Bismarck-Stiftung. Band 21). Ferdinand Schöningh, Paderborn 2015, ISBN 978-3-506-78374-5.